# V 2 N
V 2 N war eine französische Automarke.

## Unternehmensgeschichte
1959 begann die Produktion der Fahrzeuge. Als Hersteller wird sowohl die Union Industrielle aus Neuilly-sur-Marne bzw. aus Nogent-sur-Marne als auch die Société France Jet genannt. 1960 endete die Produktion. Insgesamt entstanden nur wenige Fahrzeuge. V 2 stand für Volkszweisitzer, und N für den indonesischen Investor Ngo.

## Fahrzeuge
Das einzige angebotene Modell basierte auf dem Brütsch V2-N. Es war ein offener Zweisitzer. Ein Prospekt nennt Motoren mit 125, 175 und 200 cm³ Hubraum. Eine andere Quelle gibt an, dass es zunächst ein Motor von Ydral mit 175 cm³ Hubraum war und später ein größerer Motor von AMC mit 280 cm³ verfügbar war. Eine weitere Quelle meint, dass der Zweizylinder-Viertaktmotor des Fiat 500 mit 500 cm³ Hubraum vorgesehen war, aber nur Einzylinder-Zweitaktmotoren mit 197 cm³ und 10 PS Leistung, mit 175 cm³ Hubraum und mit 280 cm³ Hubraum verwendet wurden.